# Karagatch
Karagatch (Карага́ч) est un village de Kabardino-Balkarie dans le sud de la fédération de Russie (district fédéral du Caucase du Nord). Il appartient au raïon de Prokhladny et constitue de le centre administratif de la municipalité rurale du même nom.

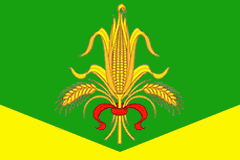
Drapeau de Karagatck

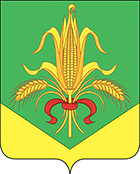
Blason de Karagatch

## Géographie
Le village de Karagatch se trouve dans la partie ouest du raïon de Prokhladny, sur la rive droite de la Malka. Il est situé à 22 kilomètres au nord-ouest de Prokhladny, chef-lieu du raïon, et à 55 kilomètres au nord-est de la capitale de la Kabardino-Balkarie, la ville de Naltchik. La commune s'étend sur 81 km2 et 84 % de son territoire est constitué de surfaces agricoles. 
Karagatch est limité par les localités suivantes : la stanitsa de Soldatskaïa à l'est; Tchernigovskoïe au sud-est ; Saratovsky et Sovietskoïe au sud, Psynchoko au sud-ouest ; Krementchoug-Konstantinovskoïe à l'ouest ; Kroupsko-Oulianovsky au nord-ouest. Les terres forestières du Goslesfond (fond forestier d'État) s'étendent au sud. 
La commune se trouve sur une pente de la plaine de Kabardie à la limite des contreforts du Caucase. L'altitude moyenne est de 277 mètres. Le relief se présente sous la forme de petites collines. La vallée de la Malka est très découpée. Le sud du village est recouvert de petites hauteurs boisées. Le réseau hydrographique est représenté par la Malka et ses canaux. Au nord-ouest du village, il y a plusieurs petits lacs artificiels. Les surfaces recouvertes d'eau de la commune représentent 205 hectares. 
Le climat est tempéré avec des étés chauds (température moyenne en  juillet 28°) et des hivers frais (température moyenne en janvier -5°). Les précipitations moyennes sont de 500 mm. Les chutes de neige se situent entre la mi-décembre, jusqu'au début mars. Mais il peut y avoir des jours de janvier entre +10° et +15°. Les précipitations sont en forte baisse entre avril et juin.

## Histoire
Le village est fondé en 1872 sous le nom d'Inalovo. En effet selon un décret impérial du 28 juillet 1872 les terres où se trouvent l'actuelle commune sont données à « l'entière disposition » de trois familles princières kabardes (ou tcherkesses selon la dénomination de l'époque). Les propriétaires faisaient partie de l'aristocratie adyguéenne et avaient pour nom Jalembot Kochev et Guéronduka Sidakov, ainsi que les frères Bekmourza et Missost Inalov, descendants directs du combattant légendaire Inala, ancêtre des princes kabardes et d'autres lignées adyguéennes princières. Depuis lors, leurs aouls s'étendent sur les deux rives de la Malka non loin les uns des autres et un peu plus au sud-est de l'emplacement actuel du village. La date de réunion des aouls de Kochevo et de Sidakovo avec celui d'Inalovo n'est pas connue, mais le nouveau grand aoul est dénommé Inalovo.
Pendant la guerre civile russe, une brigade de 28 hommes est formée en 1918 pour défendre le nouveau pouvoir bolchévique. Une stèle de bronze dressée dans le village rappelle les noms de certains de ces combattants. En juillet 1920, les villages et aouls portant le nom de familles princières ou aristocrates sont débaptisés et renommés par le nouveau pouvoir soviétique. Inalovo devient ainsi Karagatch, d'après les étendues forestières qui l'entourent (Karagatch signifie orme). En 1930, le village se forme en kolkhoze de Karagatch (dirigé par Tchopa Nagoïev), puis en est issu un second kolkhze du nom de Tchapaïev (dirigé par Hamid Chkakhov). Des records de récolte de maïs, de tournesol et de blé sont enregistrés dans les années suivantes. On construit une nouvelle école, une briqueterie, un club rural, etc.
La commune est occupée quelques mois par les Allemands de septembre 1942, jusqu'en janvier 1943. Des résistants (appelés partisans en URSS) combattent dans la forêt.
Après la chute de l'URSS, le soviet rural est réorganisé en mai 1992 et donne naissance à l'organisation municipale actuelle.

## Population
La population de cette municipalité rurale est en hausse constante d'année en année. Elle s'élève à 5 904 habitants en 2015 (1 569 habitants en 1879, 2 226 en 1915, 3 635 en 1970, 5 699 en 2002). Elle est constituée à 99 % de Kabardes dont la majorité pratique la religion sunnite de tendance hanafite. Le village possède une mosquée.

## Enseignement
Il existe deux écoles primaires avec jardin d'enfants et deux écoles moyennes.

## Source de la traduction
- (ru) Cet article est partiellement ou en totalité issu de l’article de Wikipédia en russe intitulé « Карагач (Кабардино-Балкария) » (voir la liste des auteurs).